# Сегхалом
Сегхалом (угор. Szeghalom) — місто в медьє Бекеш в Угорщині. Місто займає площу 217,13 км², на якій проживає 10 151 мешканців.
| Угорщина | Це незавершена стаття з географії Угорщини. Ви можете допомогти проєкту, виправивши або дописавши її. |